# Villa Maderna
Villa Maderna è un'abitazione privata ubicata a Napoli, in via del Parco Carelli.
Rappresenta un pregevole esempio di Razionalismo italiano, ideato da Davide Pacanowski seguendo le orme  del Movimento Moderno.
Il progetto risale al 1959.
La villa sorge su uno sperone roccioso impostato con le camere sul Golfo di Napoli. 
La planimetria della villa ha uno schema ad "L"; essa è impostata su due corpi di altezza differente, coniugati dalla scala del terrazzo, quest'ultimo coltivato a prato. Il soggiorno è separato dal terrazzo da piccole serre triangolari, mentre gli interni sono pavimentati con maioliche di Vietri sul Mare.
Nel giardino circostante sorgono eucalipti, cipressi, pini domestici.